# Hagbart Håkonsen
Hagbart Håkonsen, född 15 november 1895 i Grue i Hedmark, död 20 januari 1984 i Oslo, var en norsk längdåkare. Han var med i de olympiska vinterspelen 1928 i Sankt Moritz och kom på femte plats på 18 kilometer.